# Sphaerocare
Sphaerocare – wymarły rodzaj trylobitów o niejasnej przynależności do rzędu i rodziny. Żył w ordowiku.
Takson monotypowy. Rodzaj i jedyny gatunek, Sphaerocare globifrons, opisane zostały w 1957 roku przez Horacia Harringtona i Armanda Leanzę na podstawie skamieniałości pochodzących z piętra dolnego tremadoku, odnalezionych na terenie Argentyny.
Trylobit ten miał małe cranidium o długości wynoszącej około 70% szerokości. Jego nieco dłuższa niż szersza, prawie półkulista, w zarysie eliptyczna glabella wyposażona była w parę krótkich bruzd bocznych i dość wąski, nieco ku tyłowi odgięty pierścień potyliczny. Kształt glabelli przypominał ten u rodzajów Blountia i Blountiella. Wąskie i obniżóne pole preglabellarne miało wyniesiony brzeg przedni. Fixigenae miały dość wąskie pola palpebralne. Średnich rozmiarów oczy osadzone były stosunkowo blisko glabelli i znacznie bliżej tylnego niż przedniego brzegu głowy. Szew twarzowy miał przed oczami przednie ramiona rozbieżne, a ramiona tylne wygięte. Duże oczy osadzone były w przeciętnej odległości od glabelli i nieco przesunięte ku tyłowi.